# Kaple Panny Marie Pomocné (Trutnov)
Kaple Panny Marie Pomocné je barokní sakrální stavba v Trutnově-Poříčí. Je chráněna jako kulturní památka České republiky.

## Historie
Kaple byla postavena v roce 1770 na návrší nad řekou Úpou a až do výstavby nového kostela v roce 1903 byla hlavním místem konání bohoslužeb pro obyvatele Poříčí. Původně se jednalo o celodřevěnou stavbu, která však v roce 1821 vyhořela. Kaple byla záhy obnovena již zděná, s architekturou vycházející z barokního tvarosloví. Po výstavbě kostela v centru Poříčí v roce 1903 byla kaple využívána již pouze sporadicky, což se také negativně podepsalo na jejím stavu vlivem opomíjené údržby. V roce 1916 byl z kaple zrekvírován zvon pro válečné účely. Technický stav kaple se v průběhu let ještě dále zhoršoval, zejména po roce 1950. V roce 1989 byla kaple již de facto ve stavu ruiny. V roce 1996 proběhly zajišťovací práce a byly rekonstruovány fasády a střecha. Zásadní rekonstrukce pak proběhla v letech 2002-2010. Završením oprav bylo znovuvysvěcení kaple na podzim roku 2010 tehdejším duchovním správcem poříčské farnosti, Mons. ThLic. Mirosławem Michalakem. 

## Současnost
Kaple se nachází na území farnosti Trutnov III - Poříčí. V nájmu jí má Pravoslavná církevní obec v Trutnově (v jurisdikci pražské eparchie Pravoslavné církve v českých zemích a na Slovensku), která v ní koná své pravidelné bohoslužby.